# Unione Sportiva Pontedera 1997-1998
Questa voce raccoglie le informazioni riguardanti  l'Unione Sportiva Pontedera nelle competizioni ufficiali della stagione 1997-1998.

## Rosa
| N. |                   | Ruolo | Calciatore        |
| -- | ----------------- | ----- | ----------------- |
| -  | Italia (bandiera) | C     | Andrea Ardito     |
| -  | Italia (bandiera) | C     | Matteo Avarani    |
| -  | Italia (bandiera) | C     | Alessandro Borghi |
| -  | Italia (bandiera) | C     | Massimo Carlone   |
| -  | Italia (bandiera) | A     | Roberto Castorina |
| -  | Italia (bandiera) | C     | Giovanni Cepis    |
| -  | Italia (bandiera) | A     | Dario Ciappi      |
| -  | Italia (bandiera) | P     | Giulio Drago      |
| -  | Italia (bandiera) | D     | Pacifico Fanani   |
| -  | Italia (bandiera) | A     | Giorgio Figaia    |

| N. |                   | Ruolo | Calciatore             |
| -- | ----------------- | ----- | ---------------------- |
| -  | Italia (bandiera) | D     | Lorenzo Fiorentini     |
| -  | Italia (bandiera) | A     | Alessandro Galli       |
| -  | Italia (bandiera) | C     | Massimo Garfagnini     |
| -  | Italia (bandiera) | D     | Simone Magnani         |
| -  | Italia (bandiera) | A     | Massimiliano Menegatti |
| -  | Italia (bandiera) | A     | Edoardo Micchi         |
| -  | Italia (bandiera) | P     | Maurizio Pugliesi      |
| -  | Italia (bandiera) | A     | Daniele Randazzo       |
| -  | Italia (bandiera) | C     | Fabrizio Stringardi    |
| -  | Italia (bandiera) | D     | Emanuele Venturelli    |